# ゴールディング光士
ゴールディング光士（Koji Goulding、2003年11月16日 - ）は、ラグビーユニオンの選手。

## プロフィール
- オーストラリア クイーンズランド州ゴールドコースト出身[1]。
- 母が日本人で、父はオーストラリア生まれのサモア系ニュージーランド人[2]。
- イーサン・デグルート（ニュージーランド代表）は、異母兄[2]。

## 略歴
ゴールドコースト郊外にあるキングス・クリスチャン・カレッジ（King's Christian College）に在学中、オーストラリア高校代表に選出された。 
2021年から2023年まで、ゴールドコースト郊外ロビーナにあるボンド大学に在籍。 
2024年8月、横浜キヤノンイーグルスへの入団を発表。 
2025年5月、横浜キヤノンイーグルスを退団。所属中に公式戦出場機会は無かった。 